# Brošura
Brošura (franc. brochure), meko ukoričena knjiga manjeg opsega. Prema UNESCO-ovoj definiciji iz 1964., brošura je neperiodička publikacija od najmanje pet, a najviše 48 stranica, ne računajući omot. Nakon izuma tiska u obliku brošure najčešće se objavljuju radovi polemičkog i promidžbenog sadržaja. Do pojave časopisa i novina, oblik brošure koristio se za brzo objavljivanje kratkih radova u kojima autori reagiraju na suvremene događaje ili pojave u društvu, a danas i za izdavanje službenih publikacija i publikacija znanstvenih društava. U knjižničarstvu i bibliografiji brošura se obrađuje kao i knjiga.